# Parade militaire germano-soviétique à Brest-Litovsk

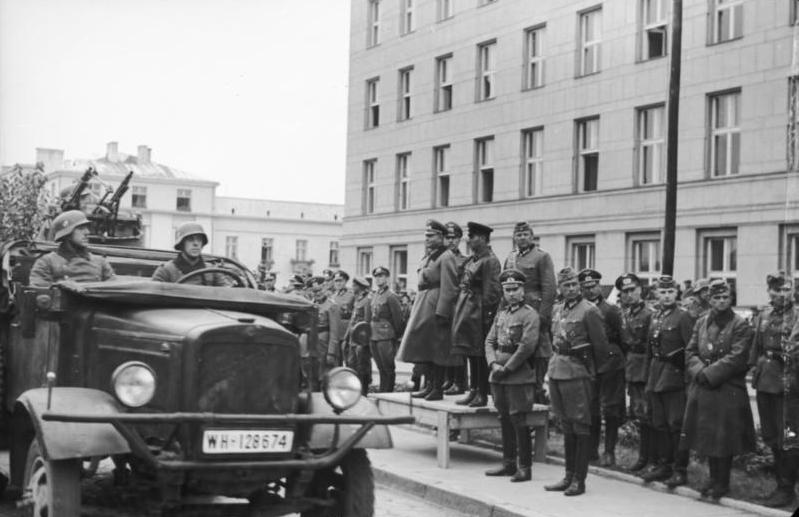
Parade militaire à Brest-Litovsk le 22 septembre 1939.

Le défilé militaire germano-soviétique de Brest-Litovsk (en allemand : Deutsch-Sowjetische Siegesparade in Brest-Litowsk, en russe : Совместный парад вермахта и РККА в Бресте) fait référence à une cérémonie officielle organisée par les troupes de l'Allemagne nazie et de l'Union soviétique le 22 septembre 1939 lors de l'invasion de la Pologne dans la ville de Brest-Litovsk (en polonais : Brześć nad Bugiem ou Brześć Litewski, faisant alors partie du territoire de la Pologne, aujourd'hui Brest, ville de Biélorussie. Elle marqua le retrait des troupes allemandes sur la ligne de démarcation convenue précédemment, et le transfert de la ville et de sa forteresse à l'Armée rouge.

## Contexte

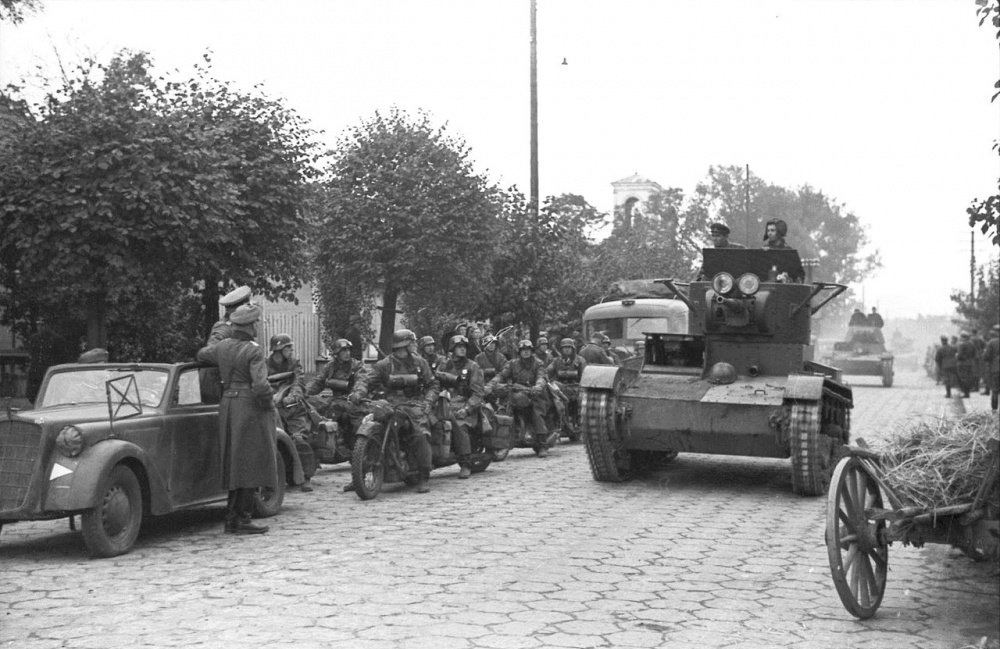
Chars soviétiques et motocyclistes allemands en mouvement.

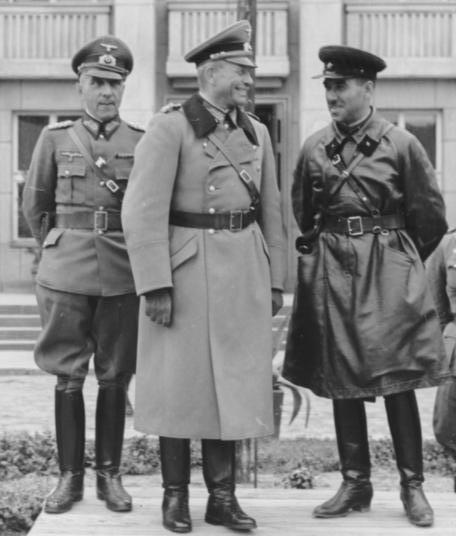
Officiers allemands et soviétiques présents à la parade : Generalleutnant Mauritz von Wiktorin (à gauche), le général der Panzertruppe Heinz Guderian (au centre) et le Kombrig Semyon Krivoshein (à droite).

Le protocole secret du pacte Molotov-Ribbentrop, signé le 23 août 1939, définissait la frontière entre les « sphères d’influence » allemandes et soviétiques. Cependant, lors de leur invasion de la Pologne, des forces allemandes, en particulier le 19e corps motorisé d’Heinz Guderian, avancèrent au-delà de cette ligne dans la poursuite de leurs objectifs stratégiques.
Le 19e corps s'approcha de Brest-Litovsk le 13 septembre 1939 et défit la résistance polonaise dans la bataille qui s'ensuivit le 17 septembre, établissant leur base d'opérations dans la ville. Les jours suivants, Guderian fut informé, à son grand déplaisir, que la ligne de démarcation entre les zones d’influence allemande et soviétique avait été tracée le long de la rivière Bug et que ses forces devaient se retirer derrière cette ligne avant le 22 septembre.
Le 17 septembre, après que la 4e armée de Vassili Tchouïkov reçut l'ordre de franchir la frontière polonaise, sa 29e brigade de chars, dirigée par le Kombrig Semyon Krivoshein (en), entra dans la ville de Baranavitchy (en polonais : Baranowicze). Après la prise de la ville et la capture de plusieurs milliers de soldats polonais qui y étaient stationnés, ses unités continuèrent vers l’ouest, pour atteindre le village de Proujany (pl. : Prużana) le 19 septembre.
Le 20 septembre, les unités avancées de la 29e brigade blindée rencontrèrent les forces de Guderian dans le village de Vidomlya (pl. : Widomla), trois jours après l'invasion soviétique de la Pologne et vingt jours après celle allemande. La plupart des combats ayant déjà été terminés à ce moment-là, la brigade soviétique n'avait alors vu que peu d'action.
Selon Krivoshein, une unité de reconnaissance était revenue avec un groupe de douze officiers allemands qui s’étaient identifiés comme faisant partie du 19e corps de Guderian. Ils expliquèrent alors qu’eux aussi se déplaçaient en direction de Brest-Litovsk. Ils furent invités sous la tente de Krivoshein, qui proposa ensuite un toast aux deux commandants et invita les officiers allemands à Moscou une fois la victoire rapide sur l’« Angleterre capitaliste » remportée. Par leur intermédiaire, Krivoshein envoya également ses salutations chaleureuses au général allemand et fit en sorte d'aborder la ville dans la direction opposée à celle prise par la Wehrmacht.
En approchant de la ville dans la matinée du 22 septembre, Krivoshein se rendit compte que les troupes allemandes étaient déjà occupées à la piller et que Guderian y avait déjà établi son quartier général. Peu de temps après, les représentants de Guderian arrivèrent pour accueillir la « glorieuse Armée rouge » et son général. Après un bref échange de formalités, Krivoshein offrit de visiter Guderian et de lui présenter  personnellement ses respects. L'offre fut acceptée et Krivoshein fut emmené au quartier général allemand pour y partager le petit déjeuner avec le général allemand.
Lors de la réunion, Guderian proposa une parade conjointe des troupes soviétiques et allemandes à travers la ville, y compris un défilé de soldats des deux armées sur la place centrale. Parce que les troupes soviétiques étaient fatiguées après une longue marche, Krivoshein ne promit que de fournir une fanfare militaire et quelques bataillons. Il accepta également la demande de Guderian qu'ils passeraient les troupes en revue ensemble,,.

## Défilé

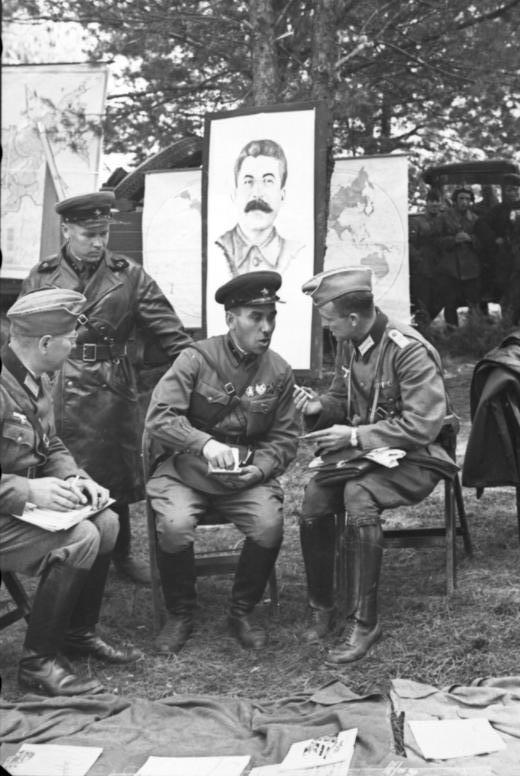
Militaires allemands et soviétiques au milieu de pancartes de la parade.

Selon l'accord initial, la procédure prévoyait que les troupes allemandes et soviétiques défileraient devant leurs officiers ; revue suivie par le changement de drapeau et accompagnés par leurs hymnes nationaux respectifs. Toutefois, le commandant soviétique, le Kombrig Semion Krivochéine (en), écrit plus tard dans ses mémoires qu'il n'avait pas permis à ses troupes de défiler à côté des forces allemandes, par peur que, fatiguées après une longue marche pour atteindre Brest-Litovsk, elles auraient l'air inférieur en comparaison avec les Allemands, qui eux étaient restés dans la ville pendant plusieurs jours. Au lieu de cela, il suggéra que les colonnes soviétiques entreraient dans la ville séparément et salueraient les Allemands partant chaque fois qu'ils se rencontreraient.
Le défilé commença à 16 h. Les troupes allemandes passèrent sous des « Arches de la Victoire » érigées pour l'occasion et décorées de svastikas et d'étoiles rouges par les Soviétiques. Ces derniers furent représentés par le 4e bataillon de la 29e brigade blindée légère, qui devint alors la première unité de l'Armée rouge à rouler dans la ville. Les généraux rendirent hommage à l'armée opposée ainsi qu'à leurs victoires respectives sur les forces polonaises.

## Conséquences
Après le défilé, que Niall Ferguson décrivit en 2006 comme amical, les Allemands se replièrent sur la rive gauche du Boug, tandis que les Soviétiques prirent le contrôle de la ville, ainsi que du reste de la Pologne orientale (correspondant aujourd'hui à la Biélorussie occidentale et l'Ukraine occidentale),.

## Couverture de presse
Selon un article paru en 2008 dans le journal russe Novaïa Gazeta, le but de la parade était d'afficher la puissance de la nouvelle alliance « soviéto-nazie » au monde entier. La source note également que le commandant des forces polonaises qui défendaient Brest-Litovsk contre les Allemands, le général Konstanty Plisowski, avait été arrêté par le NKVD, puis envoyé dans un camp soviétique de prisonniers à Starobilsk et plus tard exécuté lors du massacre de Katyń.

## Parades germano-soviétiques dans d'autres villes polonaises
Plusieurs ouvrages historiques publiés dans les années 1980 et 1990 évoquèrent des défilés militaires conjoints de l'Armée rouge et de la Wehrmacht allemande dans d'autres villes de la Pologne occupée. Par exemple, l’historien russe Mikhail Semiryaga écrit dans « Secrets de la diplomatie de Staline », publié en 1992, que les « parades conjointes avec les forces armées des deux pays, eurent lieu à Grodno, Brest-Litovsk, Pinsk et dans plusieurs autres villes (les Allemands les appelaient « défilés de la victoire »). Le défilé à Grodno avait été supervisé par le lieutenant-général Vassili Tchouïkov ». Alexander Nekrich écrit : « La conclusion des opérations militaires contre la Pologne avait été marquée par des défilés conjoints de militaires allemands et soviétiques à Brest-Litovsk et Lwów dans les premiers jours d'octobre 1939. ».
Dans des travaux ultérieurs, les historiens russes Mikhaïl Meltioukhov et Oleg Vishlyov rejettent les défilés dans les autres villes et les qualifient de « mythe ». Vishlyov conteste également que les événements de Brest-Litovsk fussent une parade militaire et les appelle « départ cérémonial des forces allemandes sous la supervision des représentants soviétiques ».